# Дау. Никита Таня
«Дау. Никита Таня» (вариант: англ. DAU. Nikita Tanya) — художественный фильм Ильи Хржановского и Екатерины Эртель 2020 года, являющийся частью кино-арт-проекта «Дау».

## Сюжет
К учёному Никите Некрасову в закрытый НИИ приезжают его жена и маленькие дети. Пока семьи не было рядом, физик влюблялся в других женщин. И теперь в откровенных беседах со своей супругой Некрасов пытается убедить её в нормальности полигамных отношений.
Толстая Т. Н. о героях: «„Никита, Таня“ — муж и жена, умные, спокойные, очень сбалансированные, интеллигентные, с хорошей речью, никогда не повышающие голоса, хотя есть отчего повысить. Не вцепляющиеся друг другу в волосы, хотя есть отчего вцепиться. У них двое чудесных детей — мальчик лет десяти и девочка лет трех. <…> Никита — тёмно-рыжий, жена его тоже рыжеватая блондинка, нежная, белокожая. Разумная. В очках».

## В ролях
Имена актёров и имена героев совпадают.
Список главных ролей:
| Актёр           | Роль                                |
| --------------- | ----------------------------------- |
| Никита Некрасов | ведущий научный сотрудник Института |
| Татьяна Пятина  | супруга Н. А. Некрасова             |
| Борис Некрасов  | сын Некрасова                       |
| Лия Некрасова   | дочь Некрасова                      |
| Алексей Блинов  | профессор Блинов                    |

## Отзывы
Толстая Т. Н.: «<…> он [фильм] задел меня больше, сильнее, чем „Нора мать“ — сложный психологический танец двух женщин, скорее любящих, чем ненавидящих друг друга, и чем „Нора, Денис“ — об инцесте. <…> Этот замечательный фильм ближе всего подводит к портрету семейного ада настоящего Дау, того, который описан Корой Ландау в её мемуарах, лёгших, кстати, в основу проекта Хржановского. Настоящий Дау, как нам известно из мемуаров и как подтверждают тогдашние коллеги учёного, примерно так и поступал: просил Кору застелить постель чистым бельём и уйти из дому, потому что он хочет привести девушку».